# Campeonato Potiguar Segunda Divisão 2004
In 2004 werd de zevende editie van de Campeonato Potiguar Segunda Divisão gespeeld voor voetbalclubs uit de Braziliaanse staat Rio Grande do Norte. De competitie werd na drie jaar opnieuw gespeeld en vanaf nu werd deze elk jaar gespeeld. De competitie werd georganiseerd door de FNF en werd gespeeld van 3 juli tot 9 september. Santa Cruz werd kampioen. 

## Eerste fase
| Plaats | Club       | Wed. | W | G | V | Saldo | Ptn. |
| ------ | ---------- | ---- | - | - | - | ----- | ---- |
| 1.     | Santa Cruz | 5    | 3 | 1 | 1 | 13:4  | 10   |
| 2.     | Vila Nova  | 5    | 2 | 3 | 0 | 5:1   | 9    |
| 3.     | Parnamirim | 5    | 2 | 2 | 1 | 8:3   | 8    |
| 4.     | CDF        | 5    | 2 | 1 | 2 | 8:3   | 7    |
| 5.     | Macau      | 5    | 1 | 3 | 1 | 5:4   | 6    |
| 6.     | Universal  | 5    | 0 | 0 | 5 | 1:25  | 0    |

|  | Geplaatst voor tweede fase |

## Tweede fase
In geval van gelijkspel gaat de club met het beste resultaat in de eerste fase door.
|  | halve finale | halve finale | halve finale | halve finale |  |            | finale | finale | finale | finale |
|  |              |              |              |              |  |            |        |        |        |        |
|  |              |              |              |              |  |            |        |        |        |        |
|  | CDF          | 1            | 0            | 1            |  |            |        |        |        |        |
|  | Santa Cruz   | 0            | 1            | 1            |  |            |        |        |        |        |
|  |              |              |              |              |  | Santa Cruz | 1      | 1      | 2      |        |
|  |              |              |              |              |  | Vila Nova  | 1      | 0      | 1      |        |
|  | Parnamirim   | 1            | 1            | 2            |  |            |        |        |        |        |
|  | Vila Nova    | 0            | 2            | 2            |  |            |        |        |        |        |

## Kampioen
| Campeonato Potiguar de 2004 - Segunda Divisão |
| Rio Grande do Norte                           |
| --------------------------------------------- |
| SANTA CRUZ Kampioen (1° titel)                |